# Джакар-дзонг
Джакар-дзонг (англ. Jakar Dzong) — фортеця-монастир (дзонг) в дзонгхазі Бумтанг, центральний Бутан.
Джакар-дзонг розташований на гребені гори над містом Джакар в долині Чокхор. На його місці раніше був маленький монастир, заснований в 1549 році ламою Нгагі Вангчук (1517–1554), прадідом засновника Бутану Шабдрунга.
За легендою, коли група лам на чолі з Нгагі Вангчуком мандрувала у пошуках місця для нового монастиря, великий білий птах постійно літав над ними, перш ніж сісти на вершину одного пагорба. Це було сприйнято як сприятливий знак, і на цьому пагорбі був заснований монастир. У 1667 році на місці монастиря був закладений сучасний дзонг, назва якого перекладається як «Фортеця білого птаха».
Джакар-дзонг одного разу перебудували, після того як він був пошкоджений землетрусом 1897 року. Він є одним з найбільших і вражаючих дзонгів Бутану. В ньому розміщуються адміністративні та монастирські служби Бумтангу. Довжина його стін становить приблизно 1,5 км. Для публічних відвідин в фортеці відкрито лише внутрішній двір.